# たこたこあがれ
『たこたこあがれ』は、1969年1月4日から同年2月1日まで、日本テレビ系の『スター劇場』（『日産スター劇場』の後身）の枠で放映されたテレビドラマ。全5話。

## 概要
植物学者の山田誠は生真面目で融通が利かない、善良だが四角四面な男である。そういった性格も影響して、大学を卒業して以来すでに13回も転職している。恩師の安西孝太郎はそんな山田の人柄を察して人一倍心配し、会社勤務は無理だと判断して山田に新築の家屋の管理を一任した。山田が世間の不合理の中で、その世間との対話を求められて次第に成長していくその過程を描いた。
実質的なレギュラーは加藤剛、東野英治郎、珠めぐみの3人のみで、あとは週替わりでゲストを迎えて製作された。

## 配役
- 山田誠：加藤剛
- 安西真紀：珠めぐみ
- 安西孝太郎：東野英治郎
- ナレーション：福田豊土

### 第1話出演
- 甘利九平：渥美清
- 甘利天子：朝丘雪路
- 研究所長：永田靖
- 大原：穂積隆信
- ふみ：川上夏代
- 花屋の主人：野中マリ子
- 大原夫人：佐原妙子
- ：花岡菊子
- 主婦：戸川暁子
- ：立川雄三
- ：山田禅二
- ：松田恭子
- ：五条真紀
- ：島田晴彦
- ：関上久美子

### 第2話出演
- 谷村吹子：森光子
- 国行：佐藤英夫
- 有原文江：藤田佳子
- 編集長：浜田寅彦
- 川崎信雄：森塚敏
- 中村：牟田悌三
- 旅館の女中：宮内順子
- 編集部員：蔭山昌夫
- 川崎家の女中：小沢かほる

### 第3話出演
- 高木京介：神津カンナ
- 京介の母：河内桃子
- 半子（寮監）：悠木千帆
- ：福田公子
- ：永井智雄
- 小杉（山田の大学時代の親友）：福田豊土

### 第4話出演
- ：小山田宗徳
- ：渚まゆみ
- ：金田竜之介
- ：葉山葉子

### 第5話出演
- 上田（宝石強盗）：三波伸介
- 大津（宝石強盗）：津坂匡章

## スタッフ
- 企画：菊島隆三
- 脚本：安部徹郎（第1話）、田波靖男（第2話～第5話）
- 音楽：牧野由多可
- 技術：真家恒雄
- ：橋詰義親
- カメラ：原田伸夫
- 音声：平沢実
- カラー調整：富田良二、鎌田章治
- 音楽効果：上野隆史、武藤幸恵
- TTR：森護、米田之宣
- 美術：田原英二
- 美術進行：大野利秋
- 衣裳：中村勝利
- 化粧：花渓慶子
- フィルム撮影：高畑恒夫
- タイトル：豊島弘尚
- 制作：溝口至、古賀信雄（俳優座）
- 演出：池田善人（全話担当）
- 制作：日本テレビ